# 判 (姓)
判（はん）は、漢姓の一つ。

## 朝鮮の姓
判（はん、 パン、朝: 판）は、朝鮮人の姓の一つである。  

### 著名な人物
- パン・ユゴル（朝鮮語版）（判有杰） - 韓国の俳優。

### 氏族
2015年の韓国の統計では、判海栗を始祖とする海州判氏は253人、残りの25人の本貫は不明である。

### 人口と割合
判氏は1930年度国勢調査の時初めて現われた姓である。当時全国に 20世帯があったがその中 18世帯が京城府（現在のソウル特別市）と京畿道高陽郡に居住し、 2世帯は咸鏡道清津に居住していた。 
| 年度   | 人口  | 世帯数 | 順位         | 割合 |
| ------ | ----- | ------ | ------------ | ---- |
| 1930年 |       | 20世帯 |              |      |
| 1960年 | 146人 |        | 258姓中183位 |      |
| 1985年 |       |        | 274姓中204位 |      |
| 2000年 | 290人 |        |              |      |
| 2015年 | 278人 |        |              |      |